# 河濱公園 (曼哈頓)
河濱公園（Riverside Park）是紐約市曼哈頓的一座公園，位於上西城地區，由紐約公園和休閒部管理。河濱公園位於哈德遜河的河濱，是一座形狀狹長的親水公園，公園陸地面積191英畝（0.77平方），開始建設於1872年。河濱公園不僅是紐約市民休憩的場所，也出現在電影等流行文化當中。

## 外部連結
- New York City Parks and Recreation Dept. （页面存档备份，存于）
- Riverside Park Conservancy （页面存档备份，存于）
- The Waterfront Center Honor Award for Riverside Park South, 2011 （页面存档备份，存于）
- NYC greenways （页面存档备份，存于）
- Traveling Rings at Riverside Park